# Internationale Deutschland-Rundfahrt 1938
| Endstand nach der 15. Etappe | Endstand nach der 15. Etappe | Endstand nach der 15. Etappe |
| ---------------------------- | ---------------------------- | ---------------------------- |
| Sieger                       | Hermann Schild               | 108:46:59 h (34,882 km/h)    |
| Zweiter                      | Frans Bonduel                | + 38:23 min                  |
| Dritter                      | Otto Weckerling              | + 40:36 min                  |
| Vierter                      | Oskar Thierbach              | + 43:35 min                  |
| Fünfter                      | Erich Bautz                  | + 44:07 min                  |
| Sechster                     | Arne W. Pedersen             | + 44:38 min                  |
| Siebter                      | Edgard De Caluwé             | + 47:45 min                  |
| Achter                       | Georg Umbenhauer             |                              |
| Neunter                      | Robert Wierinckx             | + 59:11 min                  |
| Zehnter                      | Heinz Wengler                |                              |

Die Internationale Deutschland-Rundfahrt, eine Vorgängerin der heutigen Deutschland Tour, war ein Radsport-Etappenrennen und wurde vom 9. bis 25. Juni 1938 ausgetragen. Sie führte von Berlin über 3.794,6 Kilometer zurück nach Berlin. Bei 15 Etappen gab es zwei Ruhetage.
Es gingen 62 Fahrer aus zwölf Teams an den Start. Darunter acht deutsche Werks- und vier international bestückte Nationalteams. Das Ziel erreichten 35 Starter, wobei der Sieger die Distanz mit einem Stundenmittel von 34,882 km/h zurücklegte.
Hermann Schild legte den Grundstein für seinen Gesamtsieg auf der elften Etappe, die über 300 km von Köln nach Bielefeld führte. Auf seiner Solofahrt distanzierte er den Zweitplatzierten Hermann Siebelhof um mehr als sieben Minuten und den Drittplatzierten Heinz Wengler um über 36 Minuten. Am Ende siegte er unangefochten mit 38:23 Minuten Vorsprung. Für den Gesamtsieg war eine Prämie von je 600 Reichsmark durch den Deutschen Verlag und die B.Z. am Mittag ausgesetzt. Zudem erhielt der Sieger ein Motorrad der Firma Adler. Die Etappensieger erhielten jeweils 100 Reichsmark Prämie von der Firma Fichtel & Sachs.

## Etappen
| Etappen    | Tag      | Start – Ziel                  | km    | Etappensieger    | Gesamterster     |
| ---------- | -------- | ----------------------------- | ----- | ---------------- | ---------------- |
| 1. Etappe  | 9. Juni  | Berlin – Zittau               | 259   | Georg Umbenhauer | Georg Umbenhauer |
| 2. Etappe  | Juni     | Zittau – Chemnitz             | 294,1 | Hermann Schild   | Frans Bonduel    |
| 3. Etappe  | Juni     | Chemnitz – Schweinfurt        | 283,1 | Robert Wierinckx | Hermann Schild   |
| 4. Etappe  | Juni     | Schweinfurt – München         | 297,2 | Willi Oberbeck   | Hermann Schild   |
| 5. Etappe  | Juni     | München – Innsbruck           | 195,1 | Erich Bautz      | Hermann Schild   |
| 6. Etappe  | Juni     | Innsbruck – Friedrichshafen   | 237,5 | Robert Wierinckx | Hermann Schild   |
| 7. Etappe  | Juni     | Friedrichshafen – Freiburg    | 241,2 | Léon Level       | Hermann Schild   |
| 8. Etappe  | Juni     | Freiburg – Stuttgart          | 217   | Frans Bonduel    | Hermann Schild   |
| 9. Etappe  | Juni     | Stuttgart – Frankfurt am Main | 271,9 | Ernst Nievergelt | Hermann Schild   |
| 10. Etappe | Juni     | Frankfurt am Main – Köln      | 239   | Robert Wierinckx | Hermann Schild   |
| 11. Etappe | Juni     | Köln – Bielefeld              | 300   | Hermann Schild   | Hermann Schild   |
| 12. Etappe | Juni     | Bielefeld – Hannover          | 239,8 | Emil Kijewski    | Hermann Schild   |
| 13. Etappe | Juni     | Hannover – Hamburg            | 227   | Erich Bautz      | Hermann Schild   |
| 14. Etappe | Juni     | Hamburg – Rostock             | 257   | Knud Jacobsen    | Hermann Schild   |
| 15. Etappe | 25. Juni | Rostock – Berlin              | 235,7 | Hans Pützfeld    | Hermann Schild   |